# Ołeksandr Babkin
Ołeksandr Iwanowycz Babkin, ukr. Олександр Іванович Бабкін, ros. Александр Иванович Бабкин, Aleksandr Iwanowicz Babkin (ur. 9 listopada?/22 listopada 1906 w Charkowie, Imperium Rosyjskie, zm. 1991 w Charkowie) – ukraiński piłkarz, grający na pozycji bramkarza.

## Kariera piłkarska

### Kariera klubowa
Wychowanek zakładowej drużyny ChPZ Charków. Pierwszy trener Wołodymyr Wacek.. W 1926 rozpoczął karierę piłkarską w czwartej drużynie ChPZ Charków, a w 1928 został pierwszym bramkarzem klubu. W 1935 również bronił barw reprezentacji miasta Piatigorsk. W 1936 przeszedł do Łokomotywu Charków, w którym zakończył karierę piłkarską w 1937.

### Kariera reprezentacyjna
Bronił barw reprezentacji Charkowa (1923-1935) i Ukraińskiej SRR (1928-1932).
W latach 1932–1933 rozegrał w reprezentacji ZSRR 5 nieoficjalnych meczów, w których puścił 4 goli. Przez doznaną kontuzję nogi w 1932 nie mógł dalej kontynuować karierę reprezentacyjną.

## Kariera zawodowa
W 1930 został wybrany na jednego z sekretarzy Miejskiego Komitetu Komsomołu, w 1932 roku awansował na stanowisko przewodniczącego Miejskiego Komitetu Kultury Fizycznej i Sportu. Wykonywane funkcje przeszkadzały w treningach, dlatego musiał zakończyć karierę piłkarską. Od 1938 pracował w zakładzie "Sierp i Młot" w Charkowie, w którym pracował do końca swoich dni.

## Sukcesy i odznaczenia

### Sukcesy klubowe
ChPZ Charków
- mistrz Charkowa: 1935

reprezentacja Charkowa
- mistrz Ukraińskiej SRR: 1928, 1932, 1934

### Sukcesy indywidualne
- wybrany do listy 33 najlepszych piłkarzy ZSRR według magazynu FiS: Nr 1 (1933)